# ちっちゃいナース
『ちっちゃいナース』は、荻野眞弓による日本の漫画作品。月刊4コマ漫画雑誌『まんがタウンオリジナル』のち『まんがタウン』（共に双葉社）に連載されていた4コマ漫画である。

## 概要・特徴
- タイトル表記はナースキャップ（看護帽）を象った枠に「ちっちゃいナース」と表記、ナースキャップ部の下に英語で「petit-nurse」の表記が見られる。
- “ちっちゃいナース”・瞳子が勤務する診療所「但馬医院」を中心に、同僚や患者たちとの日常を和やかに描く、ほのぼのギャグ漫画である。
- 双葉社『まんがタウンオリジナル』2005年1月号より連載を開始、同誌が2006年9月号をもって休刊すると、姉妹誌『まんがタウン』に移転、2006年10月号より2011年9月号まで連載。『まんがタウンオリジナル』での最終話は、「番外編：おっきいナース」として、洋子を中心とした作品が描かれた。2007年8月号から2008年4月号にかけてと2010年2月号から12月号にかけての各々に、著者出産に伴い長期休載していた。
- 多くの場合、“町の小さな診療所・但馬医院”を表すフレーズを含む導入で始まり、必ずと言って良いほど、どこかに“瞳子がとても小柄”なことに関係する4コマが描かれる。
- 「診療その14」までは、タイトルページの半分に通常の4コマ、残り半分に扉絵として様々な姿の瞳子を配していたが、以降は大ゴマを含む3 - 5コマを配置、余白にタイトルが表記される様になっている。なお、「診療そのn」という回数表記は、『まんがタウン』移籍以後、初出時には記されず、コミックス収録時点で付記されるようになっている。ただし最終話（62話目）のみ「最終話」と表記されている。

## あらすじ
町の小さな診療所、但馬医院。そこには穏やかで話し好きの若先生と、モデルの様なナースの洋子、そしてちっちゃいけれど元気いっぱいのナース・瞳子が居る。今日も医院には町の多くの人々が、彼女たちの癒しを求めて来院する。

## 登場人物
佐藤 瞳子（さとう とうこ）
この物語の主人公で、但馬医院（たじまいいん）に勤務する看護師。周囲からは「瞳子さん」と呼ばれる。小学生くらいの背丈しかないため、通称「ちっちゃいナース」。小柄ではあるが、グラマー。靴もシンデレラサイズと呼ばれる小さなサイズで、ヒールの低いものが多い。成人の多くが彼女より背が高いため顔が見えず、代わりに下から見上げた鼻の穴の形でそれぞれを見分け、覚えている。声がとても大きく、医院の外にまで響くほど。また大食漢で、非常に力持ちでもある。子供のように無邪気な面があり、結婚願望などはあまり無い模様。若先生の往診に付き添うのは主に彼女の役目。あまり病気などしない性質らしく、連載中に生まれて初めて風邪にかかったが、本人にはその自覚すら無かった。一人暮らしをしており、彼女の家の家具もまた、彼女に合わせて小さい。背が低いことにより、棚の上の薬剤などを取るのにたびたび苦労しており、若先生お手製の踏み台を愛用している。小学生の頃は、むしろ同学年の中で大きいほうであった。本人をそのまま太めにした様にそっくりな、現役ナースの母親が居る。
遠野 洋子（とおの ようこ）
但馬医院に勤務するもう一人の看護師。周囲からは「洋子ちゃん」と呼ばれる。モデルになれそうなほど背が高く、通称「おっきいナース」。背が高い一方、スレンダー。靴のサイズも“クイーンサイズ”と呼ばれる大きなもので、高いピンヒールのものが多い。背が高いので立っていると子供からは顔が見えないらしく、しゃがんで応対した際に不安がられたことがある。美人だが、スタイルを常に気にするあまり、ダイエットの悪影響で、よく貧血などを起こしたり、転んで怪我をすることがある。また、好き嫌いも多い。結婚願望は強く、顔が良くてお金持ちの患者を物色することもしばしば。小学生の頃は、逆にクラスで一番小さかった。単行本あとがきによれば、実家で暮らしているなど、瞳子とはあらゆる面で正反対のキャラクターである。
但馬 修二（たじま しゅうじ）
瞳子・洋子が勤務する但馬医院の3代目医師。周囲からは「若先生（わかせんせい）」と呼ばれ、彼を名前で呼ぶのは財津五郎のみ。西洋医学に薬膳や漢方を取り入れるなど、医師としての技量は良いが、マイペースで話し好きのため、診療に時間がかかるのが玉に瑕。ジャムや果実酒など、保存食類を作るのが趣味で、患者にそれらをお土産として持たせたり、洋子らが体調不良の際に“秘伝の飲み薬”としてマムシ酒を飲ませようとすることがある。また、イベントを企画するのが好き。気の好い医師でファンが多いが、良心的経営ゆえに収入は高いと言えず、瞳子と洋子からは結婚相手としては今ひとつ、と言われたことがある。連載初期には瞳子のために作った踏み台を改造しては、結果的に彼女らを酷い目に遭わせていたが、最近では改造は行っていない様子。単行本あとがきによれば、彼の名前は財津登場に伴って『白い巨塔』より里見脩二にちなんだらしい。また、但馬医院は著者のかかりつけの医院がモデルだといい、修二の話し好きな面などはその医院の医師がモデルである模様。
大先生（おおせんせい）
但馬医院の先代医師。頭の両脇と頭頂部に白髪の残る丸眼鏡の老人で、普段は隠居しているものと思われるが、「診療その11」以降、修二が但馬医院を留守にしたり、手が足りないときに、臨時で患者を診ている。瞳子と同じくらい小柄で、話をするとき、語尾に「～じゃん」が口癖。医師としての技量は衰えておらず、患者からの信頼も篤いが、老齢ゆえに手元が不確かで、医療器具を持つ手が震えていたりする上に、ちょっとスケベな面がある。民間療法なども心得ており、修二にも影響を与えていると思われる。
財津 五郎（ざいつ ごろう）
駅前の大病院「財津病院」の次期院長予定の医師。「診療その17」で留学から戻って来た（初登場）。もともと隣町で同級生だった修二からは「ゴロちゃん」、その他の人物からは「財津先生」と呼ばれる。修二を一方的にライバル視するが、修二からは相手にされず、むしろ友達扱い。何事も大げさな身振りで、大声でわめく癖がある。初登場時、そのハイテンションで患者を驚かせたことについて瞳子が咎めると、初めて自分に意見をした女性として一目惚れした。以来、毎回のように彼女の前に登場しては、瞳子を引き抜こうと求愛を続けている。医師としての技量も悪くなく、また性格も決して悪いわけではない。単行本あとがきによれば、彼の名前は『白い巨塔』の財前五郎にちなむらしい。
小野（おの）
『まんがタウン』移籍後の3話目に、但馬医院の前で行き倒れていた青年。実は幼い頃に瞳子の隣家に住んでいた幼馴染で、現在は夢叶って売れない小説家になっている。瞳子とは現在も秋田弁でお兄さんを意味する「あんちゃ」・「トコちゃん」と呼び合っている。ハンサムな顔立ちで洋子の好みだが、小野の方は洋子に対して特に意識は無い模様。また、変わった性格でポエムの様な話し方をする。再会時に瞳子との間で秋田弁を話していた。

## 書誌情報
- まんがタウンオリジナル 2005年1月号 - 2006年9月号（休刊により連載終了）
- まんがタウン 2006年10月号 - 2011年9月号（ただし作者の出産・育児による休載期間あり）

## 単行本
- 荻野眞弓『ちっちゃいナース』 双葉社〈アクションコミックスまんがタウンブランド〉、全3巻
  1. 2006年8月12日初版発行（2006年7月12日発売）、ISBN 4-575-94019-4
  2. 2009年5月12日初版発行（同日発売）、ISBN 978-4-575-94227-9
  3. 2011年10月12日初版発行（同日発売）、ISBN 978-4-575-94331-3